# Rebecca Horn
Rebecca Horn (Michelstadt, 24 marzo 1944 – Bad König, 6 settembre 2024) è stata una scultrice, regista e performance artist tedesca, famosa soprattutto per le sue estensioni corporali, opere che consistono in prolungamenti di parti del corpo, la più famosa delle quali è ritenuta essere Einhorn (Unicorno), un vestito dotato di un lungo corno che si proietta in alto partendo dalla testa, e Pencil Mask (Maschera di matite), una maschera con diverse matite che ne fuoriescono.

## Biografia
Imparò a disegnare dalla sua governante rumena, e da allora ne fu ossessionata, perché lo vedeva come un linguaggio d'espressione molto più libero di quello orale. Ciò si sarebbe rivelato importante per la sua vita d'artista dopo la fine della seconda guerra mondiale: Horn racconta che, dopo il conflitto, dovunque andasse non poteva parlare tedesco, in quanto si sentiva odiata perché tedesca. Si appassionò al disegno perché non doveva "disegnare in tedesco, francese o inglese", ma solo disegnare.
I genitori avevano intenzione di farle studiare economia, ma all'età di 19 anni si oppose a questi piani e decise di frequentare l'Accademia di Belle Arti di Amburgo. L'anno dopo, però, fu costretta a lasciare l'Accademia, poiché colpita da un grave avvelenamento dei polmoni, iniziata, a suo dire, nel 1964 a Barcellona, quando lavorava senza protezioni con la fibra di vetro.
La morte dei genitori, un anno di degenza in ospedale e un lungo trattamento con antibiotici, la spinsero a isolarsi, e a lavorare solo con materiali più sicuri. Uscita dalla fase di isolamento, iniziò a creare sculture e strane estensioni con balsa e tessuti, con lo scopo di sconfiggere la "solitudine, comunicando attraverso le forme del corpo". Tornata ad Amburgo, continuò a creare, producendo oggetti che ricordavano bozzoli, body extension rivestite e fasce prostetiche. Nei tardi anni sessanta iniziò a dedicarsi alla performance art, pur continuando a dar vita alle creazioni di body extension.

## Opere
Einhorn (Unicorno) è una delle più famose opere di Horn (il titolo è anche un gioco di parole sul nome dell'artista). L'opera fu utilizzata per una performance ed indossata, in quest'ultima, da una donna mentre camminava in campagna. La body extension è attaccata al corpo tramite delle cinghie, simili a quelle utilizzate dalla pittrice Frida Kahlo.
Pencil Mask (Maschera di matite) è un'altra body extension, composta da sei cinghie orizzontali e tre verticali. Dove le cinghie si incontrano sono inserite delle matite.
Finger Gloves è il nome sia di una performance, sia della principale body extension contenuta in essa. Si tratta di guanti, ma la forma delle dita si estende grazie ad allungamenti in balsa e tessuto. Un'altra opera simile fu concepita dalla stessa Horn nel 1974 (touching the walls with both hands simultaneously, "toccare le mura con entrambe le mani contemporaneamente"). La lunghezza delle dita in questa performance era concepita in modo che il soggetto, stando al centro della stanza, potesse toccare due muri opposti nello stesso momento.
Anche Feather Fingers (Guanti di piume, 1972) è un'opera incentrata sull'illusione del tatto e sulle mani. Una piuma viene attaccata a ciascun dito con un anello di metallo, per far sì, nelle intenzioni dell'artista, che la mano diventi "simmetrica (e sensibile) come un'ala di uccello". Horn, toccando un braccio con le piume attaccate alla mano opposta, sperimentò la sensazione di sentir toccare il braccio dalle dita della mano opposta (e di provare la sensazione anche nelle dita), pur essendo, in realtà, le piume a toccare il braccio. Secondo Horn, in questa opera "è come se una mano, improvvisamente, diventasse disconnessa dall'altra, come se si trattasse di due esseri senza nessun collegamento.
Rebecca Horn continuò a utilizzare piume negli anni ottanta e novanta, concentrandosi sulla creazione di occhiali da sole.  Molte delle opere piumate avvolgono la figura, come un bozzolo, oppure sono maschere e ventagli ideati per coprire o imprigionare il corpo. Tra queste opere possiamo ricordare Cockfeather (Piume di gallo, 1971), Cockfeather Mask (Maschera di piume di gallo, 1973), Cockatoo Mask (1973), Paradise Widow (Vedova del Paradiso, 1975), e The Feathered Prison Fan (Il ventaglio-prigione di piume, 1977), ideato per il suo film Die Eintänzer.
Le opere di Rebecca Horn sono ispirate, a suo dire, dalle opere di Franz Kafka e Jean Genet, e dai film di Luis Buñuel e Pier Paolo Pasolini

### I teschi di Piazza del Plebiscito a Napoli

Le capuzzelle di Horn esposte a piazza Plebiscito

Per festeggiare le feste natalizie del 2002 e il capodanno del 2003, il presidente della Regione Campania, Antonio Bassolino, commissionò a Horn un'opera da esporre in Piazza del Plebiscito a Napoli. L'opera, nominata Spiriti di Madreperla, era costituita da 333 teschi fusi in ghisa (anche se alla fine dell'esposizione se ne contavano meno, in quanto alcuni di essi furono trafugati) piantati nel selciato della piazza. L'autrice, durante un'intervista, ha sostenuto di essersi ispirata a un celebre cimitero napoletano, il Cimitero delle Fontanelle, caratterizzato da un celebre ossario. Sulla piazza erano inoltre sospesi 77 cerchi al neon, una sorta di aureole, in contrasto con i teschi. Il contrasto doveva rappresentare, secondo Horn, il vero significato dell'opera. I teschi furono poi rimossi, come previsto, il 31 gennaio del 2003. La controversa opera scatenò, com'era prevedibile, reazioni diverse nella popolazione e nei turisti.
Alcuni teschi dell'opera oggi fanno parte di un'altra installazione, intitolata Spiriti, presente al Museo Madre di Napoli.

### "Piccoli spiriti blu"- Chiesa di S. Maria del Monte dei Cappuccini - Torino
Una moltitudine di cerchi al neon blu di diverse dimensioni, posizionati tutto intorno alla chiesa di S. Maria del Monte dei Cappuccini. L'intensa suggestione luminosa si moltiplica grazie alle nuvole basse e alle nebbie che si addensano
sul fiume, un alone violaceo circonda l'edificio, presenza trasmutante, surreale o fantascientifica.

## Rebecca Horn nei musei italiani
- Museo d'arte contemporanea Donnaregina MADRE di Napoli
- Castello di Rivoli - Museo d'Arte Contemporanea

## Filmografia
Horn è anche regista. Ha diretto tre film. Il primo, Die Eintänzer, è del 1978 (nel film la stessa Horn è la voce narrante). La Ferdinanda: Sonate für eine Medici-Villa è del 1982, mentre il più recente, Buster's Bedroom, la vede anche nel ruolo di sceneggiatrice. Nel film, che è del 1991, recitano anche Donald Sutherland e Géraldine Chaplin.